# Acton Park
Acton Park è un sobborgo rurale di Hobart, capitale della Tasmania, in Australia. Si trova nella giurisdizione e nel territorio di Clarence.
Nel 2006 la sua popolazione era di 2.129 abitanti. Nel 2011 2.166 persone vivevano ad Acton Park, di cui il 51,2% maschi e il 48,8% femmine. Acton Park ha anche 10 abitanti di discendenza indigena.
Acton Park confina ad Est con la porzione meridionale del Meehan Range, a Sud con la Baia di Ralph e ad Est con le spiagge di Riches, Single Hill e Seven Mile. Viene ricercata come luogo di soggiorno per la sua prossimità a Hobart e per il carattere semi-rurale del sobborgo.